# مانويل بينيدا مونوز
مانويل بينيدا مونوز (بالإسبانية: Manuel Pineda Munoz)‏ ، من مواليد 1804م وتوفي بتاريخ 1891م، وهو ضابط في القوات المكسيكية وانضم إلى المقاومة المكسيكية لمحاربة الجيش الأمريكي أثناء الحرب المكسيكية الأمريكية.